# Грб Сјеверне Осетије
Грб Сјеверне Осетије — Аланије је званични симбол једног од субјеката Руске федерације са статусом републике, Сјеверне Осетије — Аланије. Грб је званично усвојен 24.новембра 1994. године.

## Опис грба
Грб Републике Сјеверне Осетије - Аланије је повезан са народном хералдичком традицијом народа Осетини. Национално јединство на грбу је симболички представљено округлим хералдичким обликом штита у чијем средишту је стилски представљен златни терен којим корача златни персијски пантер. Иза њега, стилски је представљено седам сребрних планина, редослиједом: један-три-три, које говоре о географском карактеру ове Републике. Небо иза планина је црвене боје.
Редослијед боја на грбу црвена-бијела-златна, се уједно у том распореду налазе и на застави Сјеверне Осетије — Аланије.

## Галерија
- Барјак Осетије из 
XVIII вијека
- Грб Терске области 
(од 1873)
- Грб Сјеверно Осетијске АССР 
(1936—1991)